# Амбулаторія
Амбулато́рія (лат. ambulatorium — те, що робиться на ходу) — лікувально-профілактичний заклад, який подає основні види медичної  допомоги як в самій амбулаторії, так і вдома. 
Від поліклініки амбулаторія відрізняється меншим обсягом роботи.

## Історія
Амбулаторії виникли в 16 ст. у Франції як пересувний військово-медичний заклад. У Росії 17 — початку 19 ст. амбулаторії існували лише при деяких міських та відомчих лікарнях. З розвитком земської медицини амбулаторії створювались також і в сільських місцевостях, але потреб населення задовольнити не могли.

### Амбулаторії в СРСР
Після об'єднання амбулаторно-поліклінічних закладів з лікарнями (1947) самостійні амбулаторії в невеликій кількості існують в селах та як спеціалізовані амбулаторно-поліклінічні заклади в містах. Крім того, амбулаторії діють як заклади закритого типу на багатьох підприємствах. 
В СРСР існувала широка мережа амбулаторно-поліклінічних закладів, які являли собою відділення об'єднаних лікарень. Зокрема в УРСР в 1958 було понад 4 129 поліклінік та амбулаторій.
Станом на 1 січня 1980 р. в Україні було 8116 амбулаторно-поліклінічних закладів. 

## Основні функції
Амбулаторно-поліклінічні заклади, що діють за територіальним принципом, відіграють велику роль у впровадженні профілактичних заходів, насамперед — диспансеризації.